# Twin Infinitives
| Recensione     | Giudizio |
| -------------- | -------- |
| AllMusic       |          |
| OndaRock       |          |
| Piero Scaruffi |          |

Twin Infinitives è il secondo album in studio del gruppo Royal Trux. È stato pubblicato come doppio LP nel 1990 per l'etichetta Drag City, in seguito su CD nel 1994. Ritenuto uno dei massimi capolavori del Noise rock, fu influenzato dal capolavoro Trout Mask Replica di Captain Beefheart come anche dai lavori di Pere Ubu, Faust e Chrome; il disco è una ricerca sperimentale di decostruzione musicale dove si fondono noise rock, dadaismo ed elettronica. Il risultato è un album amelodico e cacofonico, che rappresenta inoltre uno dei primi esperimenti di musica lo-fi con un uso voluto di strumenti semiprofessionali.

## Storia.[5]
Da New York, alla fine del 1989 il duo si trasferì a San Francisco dove, con l'etichetta Drag City, pubblicò prima il singolo Hero Zero/ Love Is (Drag City) e poi un singolo doppio con i brani No Fixed Address, Spike Cyclone, Baghdad Buzz e Sunflavor, per poi cominciare a lavorare a un nuovo album, Hand of Glory, che verrà pubblicato sempre dalla Drag City solo nel 2002; le sessioni di registrazioni vennero infatti interrotte, per problemi di tossicodipendenza, prima della conclusione dopo aver prodotto solo due lunghe suite, Domo Des Burros e Boxing Story. Successivamente il gruppo riprese a registrare, realizzando nuovi brani incentrati sulla sperimentazione, dove ogni brano, ricco di rumori strumentali ed elettronici sembra privo di logica tanto da far pensare a una successione di rumori casuali; la fase creativa, dopo aver registrato alcune parti musicali, continuò sottoponendo queste prime registrazioni a diverse modifiche, tagliando i nastri per poi ricomporli utilizzando i diversi frammenti invertendoli, duplicandoli e modificandone la velocità.

## Tracce
Tutti i brani sono stati scritti da Neil Hagerty e Jennifer Herrema

### Lato 1
1. Solid Gold Tooth
2. Ice Cream
3. Jet Pet
4. RTX-USA
5. Kool Down Wheels

### Lato 2
1. Chances Are the Comets in Our Future
2. Yin Jim Versus the Vomit Creature
3. Osiris

### Lato 3
1. (Edge of the) Ape Oven

### Lato 4
1. Florida Avenue Theme
2. Lick My Boots
3. Glitterbust
4. Funky Son
5. Ratcreeps
6. NY Avenue Bridge